# Sebastes reedi
Sebastes reedi (лат.)— вид морских лучепёрых рыб семейства скорпеновых (Scorpaenidae). Распространены в северо-восточной части Тихого океана. Встречаются на глубине до 375 м. Максимальная длина 58 см. Видовое название дано по названию канадского научно-исследовательского судна G.B. Reed, которое в свою очередь было названо в честь доктора Г. Б. Рида (англ. G. B. Reed), который возглавлял Научно-исследовательский совет по рыболовству Канады (Fisheries Research Board of Canada) в 1947—1953 годах. Ценная промысловая рыба.

## Описание
Массивное тело покрыто ктеноидной чешуёй. На голове многочисленные сильные шипы (носовые, предглазничные, надглазничные, заглазничные, тимпальные). Корональные и нухальные шипы отсутствуют. Нижняя челюсть длинная, выдаётся вперёд, с широким симфизиальным бугорком. Межглазничное пространство плоское или слегка выпуклое. На первой жаберной дуге 30—36 жаберных тычинок. Длинный спинной плавник с 13 колючими и 13—15 мягкими лучами. В анальном плавнике 3 колючих и 7—8 мягких лучей. В грудном плавнике 18—20 мягких лучей. Хвостовой плавник с небольшой выемкой. В боковой линии 47—55 чешуй. Ниже боковой линии 57—67 рядов чешуй.
Тело красного цвета с перемежающимися участками жёлтого и оранжевого цвета (или чёрного цвета у особей длиной менее 40 см). На верхней части тела разбросаны пятнышки оливкового цвета. По голове проходят три неясные тёмные полосы. Боковая линия розовая. Одним из основных видовых признаков является окраска полости рта. По розовато-белому фону разбросаны многочисленные жёлтые, красные и чёрные пятна. На жаберной крышке есть расплывчатое тёмное пятно.
Максимальная длина тела 58 см.

## Биология
Sebastes reedi — морские демерсальные рыбы. Обитают на глубине от 137 до 375 м, обычно на глубине 274—366 м, над твёрдыми грунтами. Ведут одиночный образ жизни, иногда образуют небольшие группы. Максимальная продолжительность жизни 99 лет.

## Размножение
Sebastes reedi растут очень медленно и достигают половой зрелости только в возрасте 10 лет. В популяции 50 % самцов впервые созревают при длине тела 37 см, а 50 % самок — при длине тела 39 см. Живородящие рыбы с внутренним оплодотворением. Спаривание у берегов Британской Колумбии происходит в феврале. После спаривания сперма сохраняется внутри самки в течение нескольких месяцев до оплодотворения икры. Вылупление происходит внутри самки, личинки вымётываются в апреле — июне. В течение 1 года после вылупления личинки и молодь ведут пелагический образ жизни и только затем переходят к придонному образу жизни.

## Ареал
Распространены в северо-восточной части Тихого океана от северной Калифорнии до севера залива Аляска между 56°50’ с. ш. до 43°11’ с. ш. Наиболее многочисленны у побережья юго-восточной Аляски, Британской Колумбии и Орегона.

## Хозяйственное значение
Ценная промысловая рыба. Промысел ведётся донными и разноглубинными тралами. Добычу ведут США и Канада. Популярный объект спортивной рыбалки.